# Виле (опера)
Виле су прва завршена опера немачког композитора Рихарда Вагнера. Опера је написана у стилу немачке романтичне опере, под нарочитим утицајем Карла Марије фон Вебера. Либрето је написао Карло Гоци. Премијера је одржана тек након композитореве смрти, 29. јуна 1888. у Народном позоришту у Минхену. Дириговао је Франц Фишер.
Данас се опера изводи изузетно ретко. Вагнер је лично подарио партитуру свом патрону, краљу Лудвигу II Баварском. С доласком Националсоцијалистиче партије на власт, партитура је поклоњена Адолфу Хитлеру. Спаљена је у Фирербункеру заједно с многим другим документима Трећег рајха у последњим данима Другог светског рата у Европи.

## Лица
- Краљ вила, бас.
- Ада, вила, сопран.
- Цемина, вила, сопран.
- Фарцана, вила, сопран.
- Ариндал, краљ Трамонда, тенор.
- Гунтер, Ариндалов помоћник, тенор.
- Моралд, Лорин љубавник, баритон.
- Гернот, Ариндалов ловац, бас.
- Лора, Ариндалова сестра, сопран.
- Дрола, Лорина слушкиња, сопран.
- Харалд, Ариндалов заповедник, бас.
- Громин глас, чаробњак, бас.
- Писмоноша, тенор.

## Синопсис

### Позадина
Ариндал и његов ловац Гернот лове у шуми, где угледају прелепу срну. Не могу да је улове ни до зоре, а јурећи је нехотице залутају у краљевство вила. Ту најпре уместо срне угледају вилу Аду. Ариндал и Ада се одмах заљубљују, а Ада жели, против воље вилинског краља, да се уда за Ариндала. Краљ пристаје под условом да Ариндал током првих осам година брака не упита Аду ко је она. Ариндал пристаје, њих двоје се венчају и добију двоје деце; пред само измицање ових осам година, међутим, Ариндал више није могао да издржи и упитао је Аду како се зове. Због тога су Ариндал и Гернот избачени из краљевства вила и остављени у дивљој пустоши. Ада, која не жели да преда свог мужа, одлучује да се одрекне бесмртности и одлази у потрагу за њим.

### Чин први

#### Први призор
Вилинска башта. Цемина и Фарцана траже Аду како би је одговориле да се одрекне бесмртности. Захтевају од свих вила и духова да им помогну у потрази.

#### Други призор
Дивља, каменита пустиња. Моралд и Гунтер су након смрти Ариндаловог оца одлучили да потраже Ариндала, јер Трамонду прети краљ Муролд. Срећу Гернота, који им препричава шта се десило у претходних осам година. Желе да, уз помоћ чаробњака Громе, врате Ариндала у Трамонд. Ариндал још увек тражи Аду, а у свом очајању поново среће Гернота, који покушава да му склони Аду с ума тако што је оцрњује и изједначује са вештицом Дилновац. Тада Ариндалу прилази Гунтер премаскиран у свештеника како би га одговорио од потраге, али Ариндал прозире његову маску. Затим долази Моралд, маскиравши се у дух Ариндаловог оца, и изјављује му како је умро од туге за одбеглим сином. Тада је краљ Муролд упао у земљу и опустошио је. Стоји још само један град, који брани његова сестра. Тек што је одлучио да се врати кући и интервенише, Ариндал схвата да је дух у ствари само премаскиран Моралд, али овај га уверава да је говорио истину и да мора под хитно да се врати кући. Ариндал нерадо пристаје, али одједном га савладава умор и он леже на један камен.

#### Трећи призор
Вилинска башта са сјајном палатом. Када се Ариндал пробуди, Ада стоји пред њим. Он је веома радостан, али она му објашњава да могу још само кратко да буду заједно. Када се Гернот и друга двојица врате, првобитно не знају где су, али затим угледају прелепу Аду и Гернот објашњава својим пријатељима да је то Ариндалова жена. Сада полако почињу да сумњају да ће се Ариндал вратити кући с њима. Ада обећава Ариндалу да ће је поново видети следећег дана, али мора да јој се закуне да је неће проклети, ма шта се десило. Затим пушта њега и његове сапутнике из вилинског краљевства како би вратили ред у своју домовину.

### Чин други
Предворје палате у Ариндаловој престоници. Пред саму своју пропаст, Лора, Ариндалова сестра, и грађани Трамонда се обесхрабрено скупљуају за бег. Тада долази гласник и објављује повратак Ариндала и његових сапутника. Када ови стигну, увиђају страшну ситуацију у којој се налази земља; Гернот и Дрола, Лорина слушкиња, радосно се поздрављају након осам година раздвојености. Када ратници одлазе у рат, Ариндал остаје у палати, видевши Аду. На њен знак се појављују њихова деца и бацају у Ариндалове руке. Ада му их истргне из руку и баци у ватру. Тада се враћају ратници, разбијени и побеђени и изјављују како је све изгубљено и да је Моралд нестао. Када се појави Харалд и исприча му како се на бојишту појавила жена по имену Ада и разбила његово људство, растеравши га на све стране, Ариндал коначно крши заклетву и из свег срца проклиње Аду. Након кршења заклетве се појављује Ада; све је било само намештаљка. Издајника Харалда је казнила и уништила све његове следбенике, Моралд у том тренутку побеђује кроз њену подршку, а деца се заиста појављују и бацају оцу у наручје. Сама Ада је, међутим, уз муње и громове претворена у камених на идућих сто година.

### Чин трећи

#### Први призор
Свечана дворана. Моралд и Лора су проглашени за краља и краљицу. Моралда је срамота што је Ариндал, прави краљ, полудео. У својој лудости тражи своју жену Аду. Чаробњак Грома, чији глас све чешће чује, охрабрује га да настави потрагу. Тада Ариндал среће виле Фарцану и Цемину, које му показују начин на који може да врати Аду у живот, али му потајно желе пропаст како би се забавиле. Грома га саветује да их прати, али да не заборави мач, штит и лиру.

#### Други призор
Страшни понор подземног краљевства. Виле воде Ариндала у подземље, где мора да победи два духа. Уз Громину помоћ, Ариндал успева у овој иначе немогућој борби и стоји пред окамењеном Адом. Већ га обузима сумња да неће успети да скине чини са Аде, али Грома му каже да узме лиру. Ариндал је узима и запева. Ада се буди, а сплеткаре Цемина и Фарцана нестају.

#### Трећи призор
Прелепа вилинска палата окружена облацима. Краљ вила поклања Ариндалу бесмртност због његове храбрости и јуначких подвига. Заувек ће остати са Адом у њиховом краљевству. На гозбу су позвани и смртници Моралд, Лора, Дрола, Гернот и Гунтер и допуштено им је да посматрају Ариндалову интронизацију. Он Моралда и Лору званично проглашава за владаре Трамонда. Ада спроводи Ариндала у пратњи вила до престола.